# Римски тријумф
Римски тријумф је јавна церемонија и верски обред у древном Риму, који се водио у почаст војсковође за његове успехе у рату или поход на Рим, односно за приказ свих благодати победе. Само су војсковође у рангу сенатора могле уживати тријумф и бити тријумфатори.
За добивање тријумфа, војсковођа или дукс је морао:
1. Извојевати значајну победу над непријатељем, с више од 5.000 убијених непријатеља те добити титулу императора.
2. Бити изабран за магистрата с овлашћу империума, тј. бити конзул или претор.
3. Довести војску кући, чиме би се означио крај рата и потребе за њој. Овај је услов важио једино у републиканско доба када је војска била грађанска војска. У периоду Царства, када је војска била професионална, истински тријумфи су били резервирани за цара и његову родбину. Када би цар војсковођи уделио тријумф, он је марширао са симболичким бројем својих војника.
4. У републиканском периоду је римски Сенат морао одобрити тријумф на основу горенаведених услова.

Церемонија се састојала од спектакуларне параде, коју су отварали поглавари покорених народа (касније погубљивани у Тулијануму), а након њих караване са златом и другим другим драгоценостима заплењеним у рату (укључујући и робове), потом музичари, плесачице, плакати са сценам, а битке, те коначно победнички војсковођа на челу властите јединице (у касној Републици и Царству тек са симболичним бројем војника).
Тријумфатори су се возили у великим кочијама с четири точка која су вукла два бела коња, а лице и тело би им било обојено у црвено. Роб се стајао иза тријумфатора и држао ловорову круну изнад главе (без дотицања). Овај роб је - према неким изворима - имао и задатак да тријумфатору стално шапуће у ухо „мементо мори“ („Сети се да си смртан“). Неки извори наводи да је викао „Респица те, хоминем те мементо“ („Осврни се, ти си само човек“). Војници у пратњи певали су тзв. тријумфалне пјесме (цармина триумпхалиа), које су или хвалиле побједничког војсковођу или су га пак на сатирички начин исмијавале како не би на себе навукао злу коб. Церемонија је порекло водила из старине, могуће од претходних етрурских ритуала.
Парада је следила прецизну маршруту по улицама Рима, почињући од спољне стране Сервијевог зида на Марсовом пољу на западној обали Тибра. Тријумфатори би потом прелазили pomerium у граду низ Via Triumphalis (која је вековима касније названа Via dei Fori Imperiali од стране Бенита Мусолинија који је хтео властити тријумф) и потом кроз улицу Via Sacra, све до форума. Тријумф је врхунац достизао пред храмом Јупитера Оптимуса Максимуса на Капитол, када би тријумфални војсковођа побједничке ловоре даровао боговима.
За слављење тријумфа се некада градио и споменик. Ова води порекло од Титовог славолука и Константиновог славолука, недалеко од Колосеума, а накад и у близини самог бојног поља као што је случај у Tropeum Trajani. Династија Флавијеваца је подигла и тзв. Мета Суданс којим се обиљежавало када би тријумфална поворка морала скретати од улице Via Triumphaalis на Viu Sacru и Форума.
Након што је у доба Принципата установљено да само чланови царске породице могу примати тријумф, други грађани су умјесто тога примали Ornamenta triumphalia (тријумфални обиљежја), чиме је царска породица стекла политичко оруђе.
Флавије Велизар је био последњи човек који је примио трујумф (привремено замењујући цара Јустинијана) за заслуге у побједи над Вандалима. Ова церемонија се одржала у Цариграду.